# Blomesche Wildnis
Blomesche Wildnis è un comune tedesco del circondario di Steinburg, nella regione dello Schleswig-Holstein. Ha circa 730 abitanti.